# Esquilino

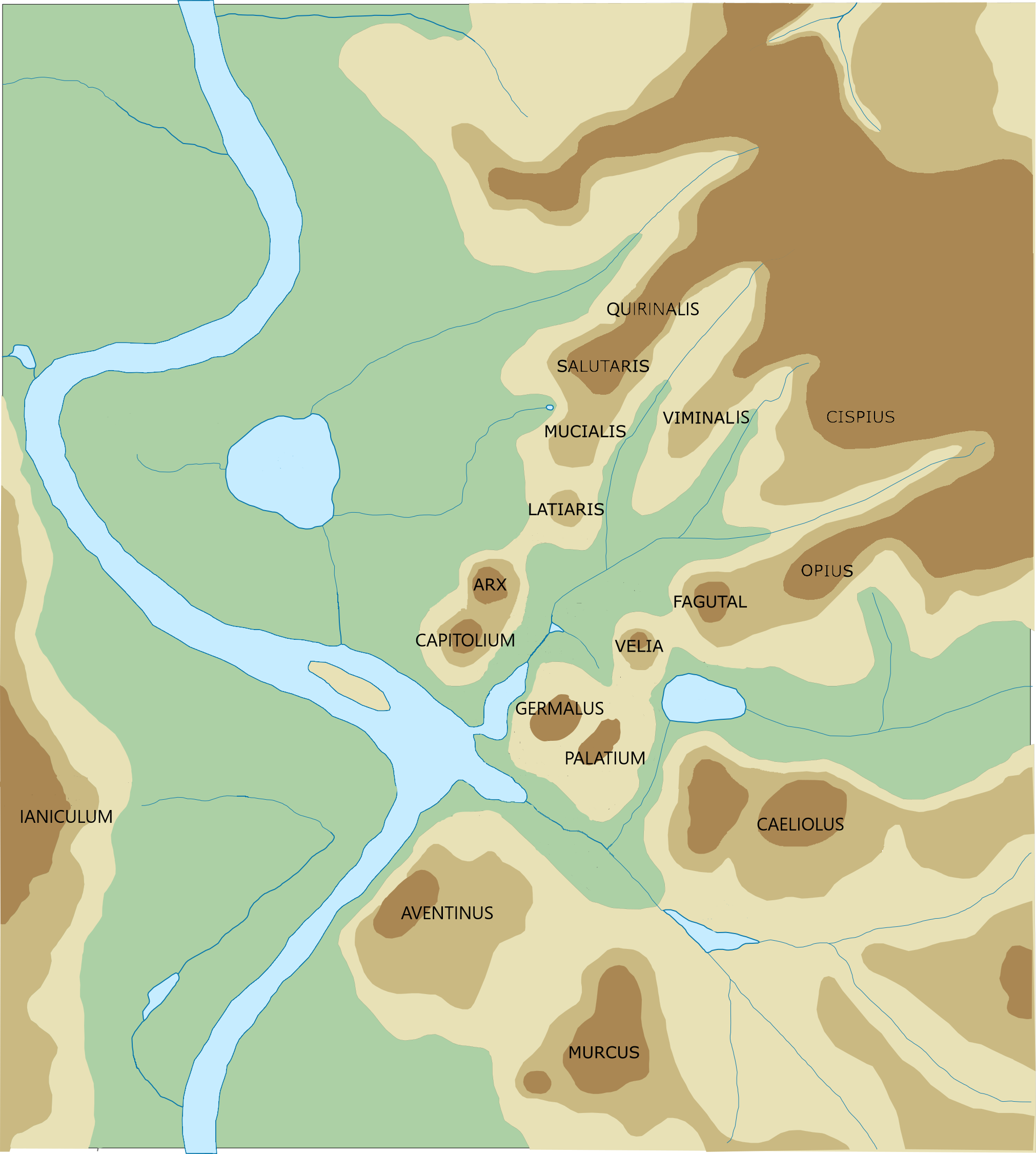
I sette colli di Roma : Aventino, Campidoglio, Celio, Esquilino, Palatino, Quirinale, Viminale

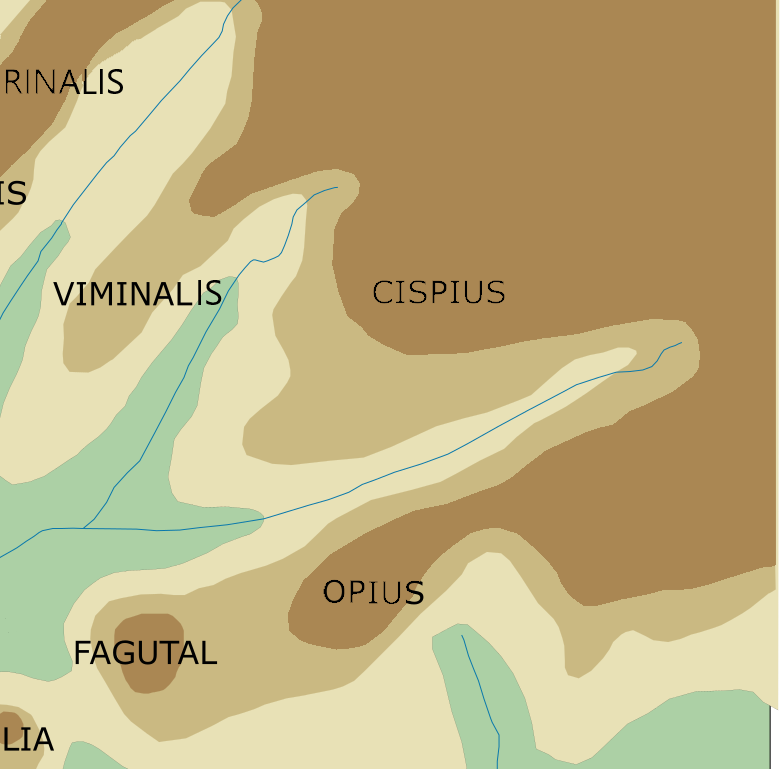
Le cime dell'Oppio, Cispio e Fagutale

L'Esquilino è il più alto (58,3 metri su viale di Monte Oppio)  ed esteso dei sette colli sui quali fu fondata Roma. Il Colle è formato da tre alture: l'Opius nel settore meridionale, il Fagutal in quello occidentale, confinante con la Velia, e il Cispius nella parte settentrionale, dove si trova attualmente la basilica di Santa Maria Maggiore.
Amministrativamente solo la parte nordorientale del colle ricade sotto il rione omonimo, mentre il suo settore sudoccidentale è ricompreso nel rione Monti. I due rioni sono separati da via Merulana, rettifilo di collegamento tra le piazze dove sorgono le basiliche patriarcali di S. Maria Maggiore e di S. Giovanni in Laterano.

## Toponimo
Il nome Esquilino ha dato adito a numerose interpretazioni da parte degli studiosi, tutte credibili ma nessuna che ne stabilisca con certezza l'origine: gli stessi autori latini non precisano l'etimo da cui esso deriva.
Alcuni affermano che gli exquilini erano gli abitanti della fascia suburbana per distinguerli dagli inquilini che risiedevano nell'Urbe. Aexquilae deriva dalla radice di ex-colere, che significa appunto "abitare fuori" (dalle mura).
Altri sostengono che il toponimo provenga da aesculi (eschi), arbusti di leccio cari a Giove: sul colle, alle origini, si trovavano appunto un tempio e un bosco sacro a Mefite e Giunone Lucina, divinità cui gli antichi abitanti si rivolgevano affinché fugassero i miasmi della malsana zona circostante.
Una terza ipotesi è che esso derivi da excubiae, ovvero le guardie mandate da Romolo per difendersi dalle insidie sabine di Tito Tazio.

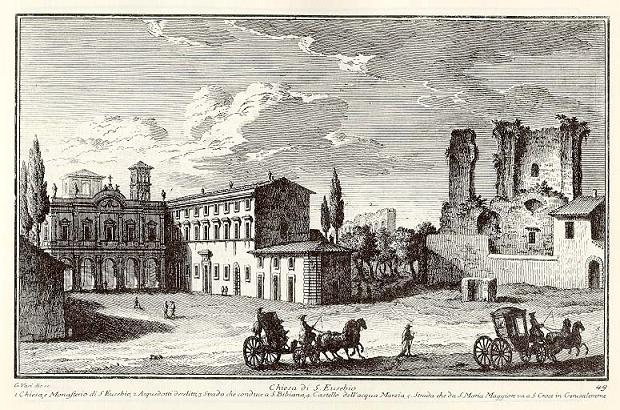
Chiesa di Sant'Eusebio e il monastero, presso il Trofei di Mario (a destra), in una veduta di Giuseppe Vasi, 1753

## Storia

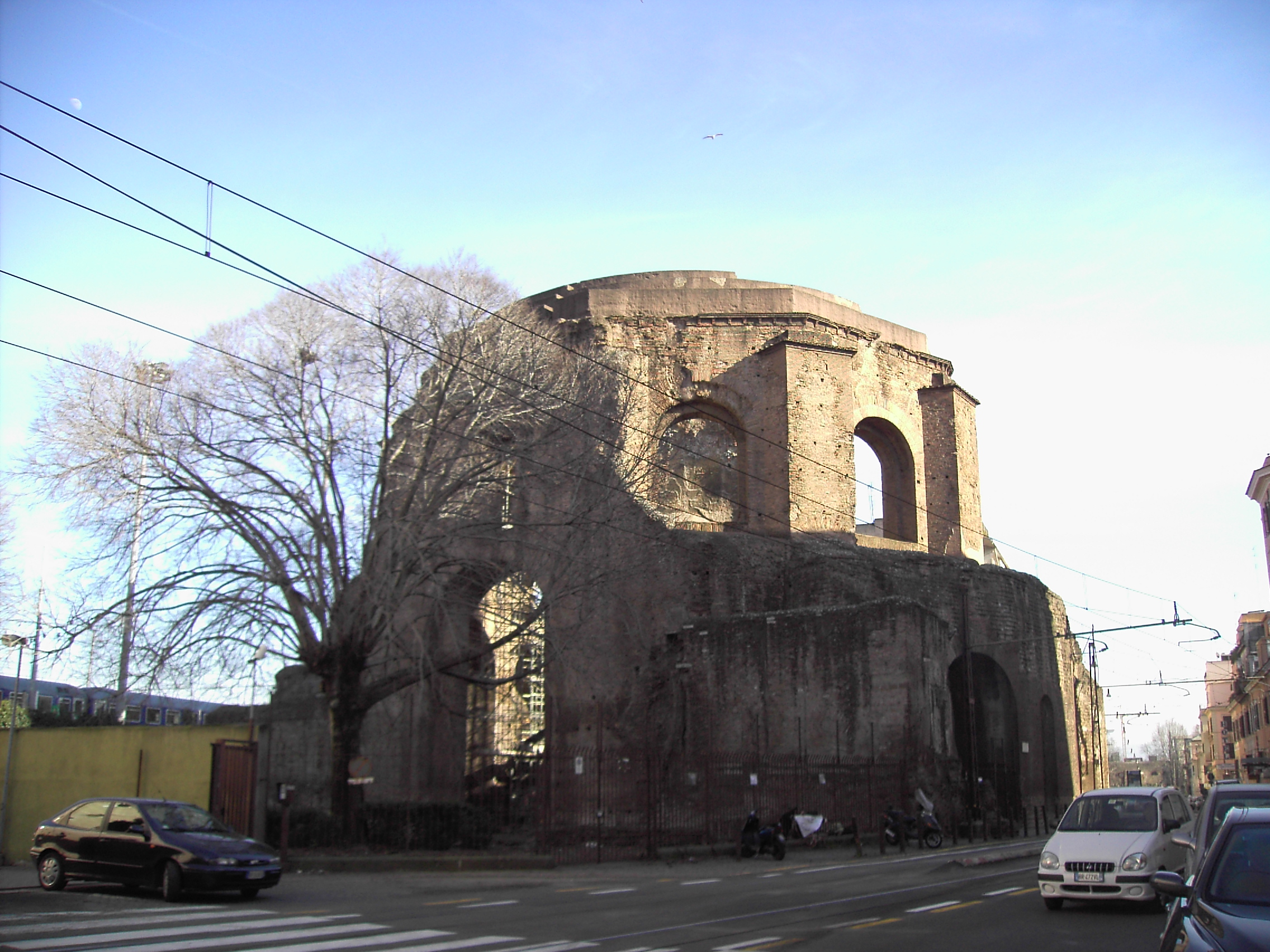
Tempio di Minerva Medica

Il nucleo abitato dell'Esquilino ha origini risalenti all'VIII secolo a.C., quando gli abitanti costituivano una sorta di sobborgo della città palatina. Ciò è testimoniato per esempio dai resti di un'estesa necropoli con una fase, fra le altre, databile tra la metà dell'VIII e la metà del VII secolo a.C..
Il colle doveva essere abitato in epoca antecedente alla costituzione della Roma quadrata di Romolo (VIII secolo a.C.), come attestato dal riferimento agli originali Saepti Montes, che includevano le cime dell'Oppio, Fagutale e Cispio dell'Esquilino.
Parte del colle fu poi incluso nel pomerium da Servio Tullio, sesto Re di Roma, che così espanse quello originario della Roma quadrata romulea, andando poi a formare una delle quattro regioni in cui venne suddiviso il territorio urbano, anche se poi tutto il pianoro che dal Cispio si estendeva verso il Laterano rimase fuori dalle mura.
Tra il Fagutal e la parte nordoccidentale del colle Oppio si trovava il quartiere delle Carinae, dove secondo la tradizione romana, Tullia avrebbe ucciso il padre Servio Tullio, travolgendolo con il suo carro trainato dai cavalli.
Nel 494 a.C. i plebei, ancora scontenti delle promesse non mantenute presenti negli editti di Publio Servilio Prisco Strutto, decisero di riunirsi sull'Esquilino e sull'Aventino, per prendere le proprie decisioni, rifiutandosi di andare in guerra contro Sabini, gli Equi ed i Volsci, come proponevano i Patrizi, se non fossero state accolte le richieste e le promesse già fatte in precedenza, soprattutto quelle riguardanti la riduzione in schiavitù dei debitori.
In epoca augustea la parte del colle rimasta fuori le mura, era abitata dalla popolazione più povera della città, era destinata a sepolcreti, e in parte era destinata a campo comune. Mecenate ottenne da Augusto vasti terreni, e vi costrui i suoi Giardini, presto imitato da altri nobili e facoltosi uomini romani.
Annessa Roma al Regno d'Italia tramite il plebiscito del 2 ottobre 1870, di cui divenne capitale il 3 febbraio 1871, allo Stato sabaudo si pose il problema di dover trovare spazi dove installare i Ministeri, e dove edificare le abitazioni per chi in quei Ministeri avrebbe lavorato. La zona individuata - l'altura tra Porta Pia e il Quirinale, compresi sia l'area delle Terme di Diocleziano fino al Viminale sia l'Esquilino fino a via Labicana - era poco urbanizzata, occupata da ville, orti e vigne; i proprietari delle ville cominciarono a lottizzare, altri investitori si misero ad acquistare terreni sulle orme di Francesco Saverio de Mérode, proprietatio dei terreni dove fu costruita la Stazione Termini, e infine lo Stato stesso, nella persona di Quintino Sella, grande dominus della prima organizzazione di Roma capitale, scelse quella direttrice come spazio di espansione dell'edilizia pubblica, con i nuovi ministeri allineati tra Porta Pia e il Quirinale lungo quella che sarebbe diventata via XX Settembre, orientando la prima urbanizzazione postunitaria nella zona "alta" a nordest della città. Nel 1874 quest'area, oggetto della forte urbanizzazione post-unitaria, fu distaccata dal R. I Monti e andò a costituire un nuovo rione, il R. XV Esquilino, incentrato su piazza Vittorio Emanuele II.
Le infrastrutture all'edilizia privata furono assicurate da convenzioni, con le quali i proprietari dei terreni ne cedevano una parte allo Stato, che provvedeva alle opere di urbanizzazione (strade e fognature soprattutto), ed autorizzava i privati a costruire "per pubblica utilità" - dichiarazione grazie alla quale le imprese potevano anche, se necessario, procedere direttamente ad espropri. In questo modo lo Stato non doveva farsi carico del costo dei terreni e dell'eventuale contenzioso. Già nel 1871 furono firmate le primve convenzioni, tra le quali quella per l'Esquilino, seguita da quella del 1873 per la zona intorno a Santa Maria Maggiore.

## Monumenti e luoghi d'interesse

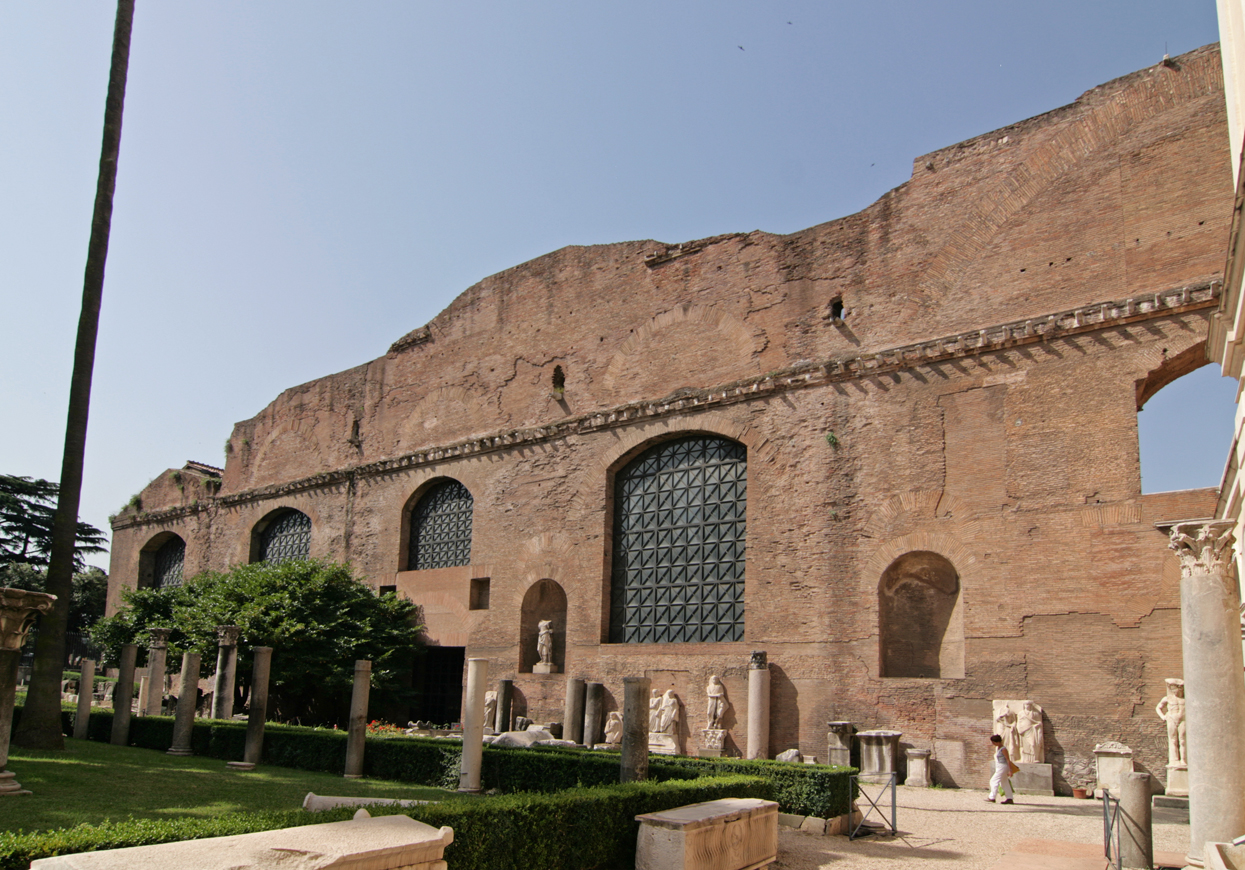
Terme di Diocleziano

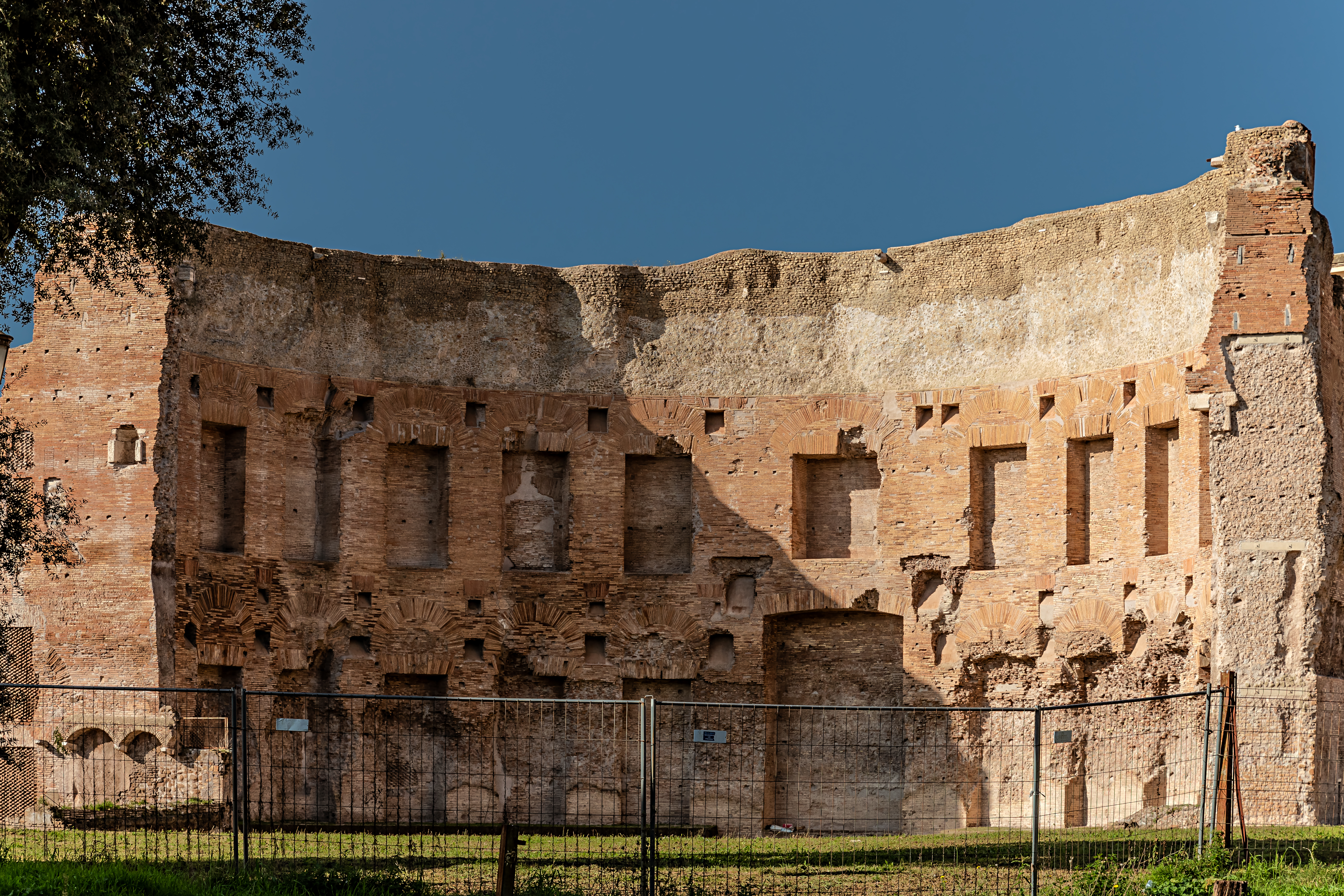
Terme di Traiano

### Scomparsi
- Auditorium di Mecenate: Il cosiddetto Auditorium di Mecenate, in realtà un ninfeo più che un auditorium), è un'architettura antica di Roma situata in largo Leopardi, lungo la via Merulana.
- Basilica di Giunio Basso: la 'basilica Iunii Bassi era una basilica civile di Roma, situata dove oggi si trova il seminario pontificio di Studi Orientali, in via Napoleone III, al civico 3. Fu edificata dal console del 331, Giunio Annio Basso e nella seconda metà del V secolo, all'epoca di papa Simplicio (468-483), venne trasformata nella chiesa di Sant'Andrea Catabarbara.
- Horti Lamiani: Inizialmente di proprietà del console del 3 d.C. Lucio Elio Lamia, furono trasferiti nel demanio imperiale forse già sotto Tiberio (14-37) ed in seguito acquisiti da Caligola (37-41), che vi stabilì la propria residenza e vi fu anche seppellito per breve tempo dopo la morte[13].
- Horti Liciniani: erano giardini che presero il nome dalla gens Licinia che li possedeva. Nel III secolo furono di proprietà dell'imperatore Licinio Gallieno[14] (253-268), che li mise in comunicazione con i vicini Horti Tauriani e vi realizzò una lussuosa residenza imperiale extraurbana, ricordata come Palatium Licinianum.
- Horti Maecenatis: erano giardini di proprietà del ricco Gaio Cilnio Mecenate (Arezzo, c. 68 a.C.–8 a.C.), potente consigliere ed amico dell'imperatore Augusto, situati sul colle nella zona dell'antica Porta Esquilina, probabilmente a cavaliere delle Mura serviane. L'area corrisponde grossomodo all'angolo sud-occidentale dell'attuale piazza Vittorio Emanuele II. Confinavano (ad est) con gli Horti Lamiani, come riportato dalle fonti letterarie[15].
- Horti Maiani: erano giardini situati sulla sommità del colle , nell'area grossomodo corrispondente all'attuale Piazza Vittorio (Rione Esquilino).
- Horti Pallantiani: erano giardini situati nella Regio V augustea (Esquiliae) e prendevano il nome da Pallante[16], potente liberto imperiale arricchitosi durante il regno Claudio, che Nerone fece uccidere nel 62 d.C. per impossessarsi dei suoi beni[17].
- Horti Tauriani: occupavano l'intero territorio compreso tra la via Labicana antica, l'agger serviano ed il limite poi rappresentato dalle Mura aureliane per un'estensione di circa 36 ettari. Prendevano il nome dal proprietario Tito Statilio Tauro, console del 44 d.C.,  accusato di magia nel 53 e costretto al suicidio da Agrippina minore, la quale desiderava impossessarsene[18].
- Ninfeo di Alessandro:  monumento meglio conosciuto come "Trofei di Mario", è una fontana di Roma antica, i cui resti si conservano nell'angolo settentrionale di piazza Vittorio Emanuele II nel Rione Esquilino. È una fontana monumentale (ninfeo) con funzione di mostra terminale (munus) e di castello di distribuzione dell'acqua (castellum aquae) per l'aqua Iulia.
- Portico di Livia: nel 15 a.C. Augusto diede inizio alla costruzione del portico sulla casa di Publio Vedio Pollione, un ricco liberto suo consigliere di cui aveva ereditato i beni. I lavori terminarono nel 7 a.C., quando il complesso fu dedicato da Livia e dal figlio Tiberio in occasione del trionfo di questi.[19] Il portico era situato sul versante settentrionale del colle Oppio, a sud del clivus Suburanus, nella zona compresa tra questa strada e le posteriori terme di Traiano.[20]
- Tempio di Minerva Medica: l'edificio romano non è un tempio, come fu erroneamente creduto per lungo tempo, ma una sala monumentale entro il recinto di una lussuosa residenza extraurbana, eretto sul luogo degli Horti Pallantiani e Epaphroditiani nel settore orientale dell’Esquilino.
- Tempio di Iside: era un vasto santuario dedicata ad Iside e Serapide, situato alle pendici del Colle Oppio. Si pensa che fosse il primo tempio dedicato a Iside a Roma, costruito per volontà di Quinto Cecilio Metello Pio, generale di parte sillana, nel I secolo a.C..
- Tempio di Spes: alla Speranza, concepita come una dea, in città erano dedicati due tempi, uno dei quali nel Vicus Longus sull'Esquilino.[21].
- Terme di Diocleziano:costruite tra il 298 e il 306 da Diocleziano nella parte settentrionale dei colli Esquilino e Viminale e alimentate da un ramo dell'Acqua Marcia. Oggi i resti sorgono in mezzo alle vie moderne in corrispondenza di piazza della Repubblica (già piazza Esedra), della chiesa e del convento di Santa Maria degli Angeli e sono in parte utilizzati per le sale del Museo Nazionale Romano.
- Terme di Tito: oggi sito archeologico di Roma, situato sulle pendici dell'Esquilino (colle Oppio), in un'area compresa tra le attuali via Nicola Salvi, via delle Terme di Tito e viale del Monte Oppio. Si tratta di uno dei più antichi esempi di terme romane di tipologia "imperiale".
- Terme di Traiano: erette a pochi anni dall'incendio della Domus Aurea (104 d.C.) e concluse nel 109 d.C. da Traiano, con inaugurazione il 22 giugno, occupavano la parte meridionale del colle Oppio.

### Esistenti

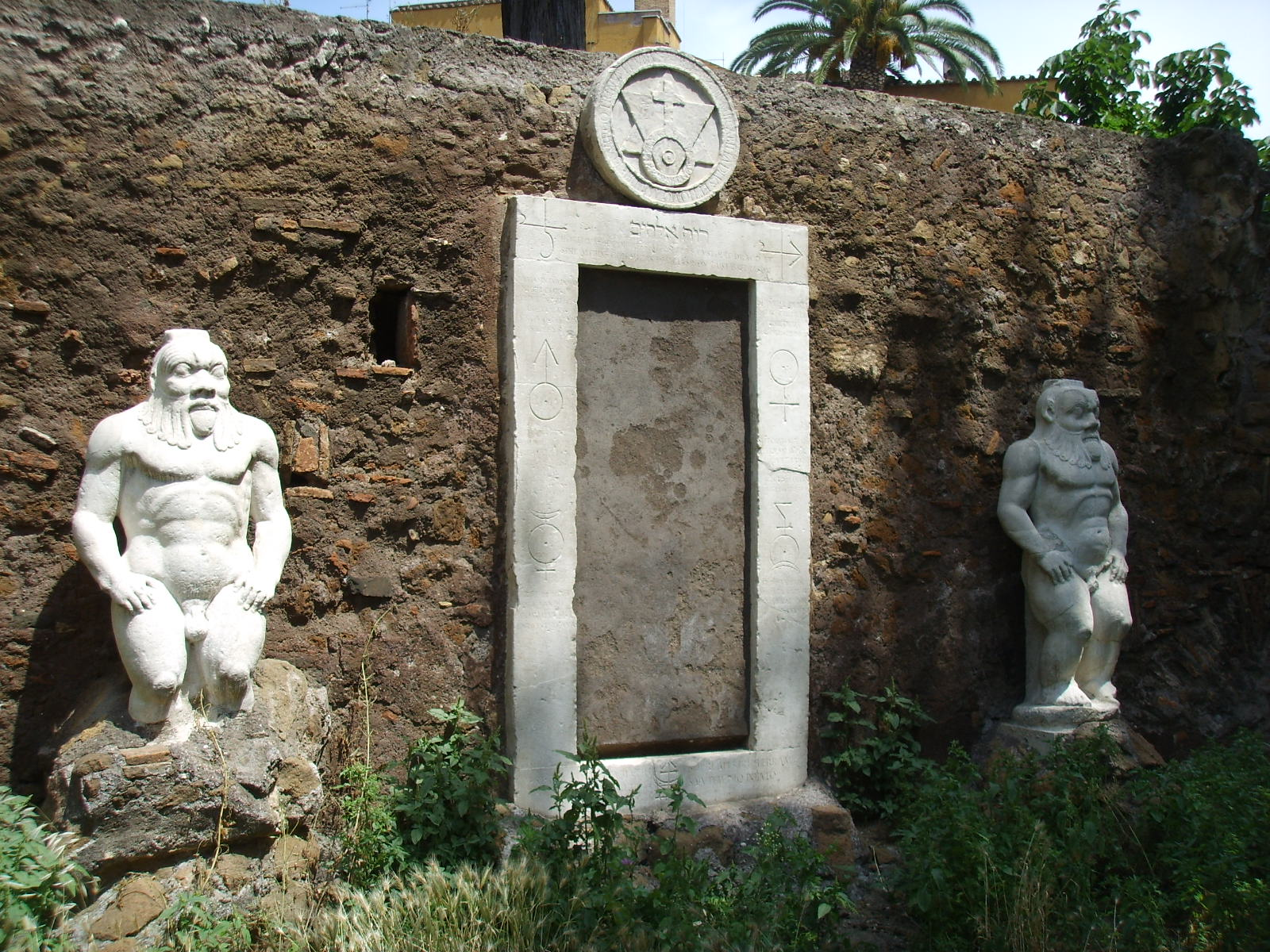
Vista frontale della porta Alchemica fiancheggiata da due statue del dio egizio Bes

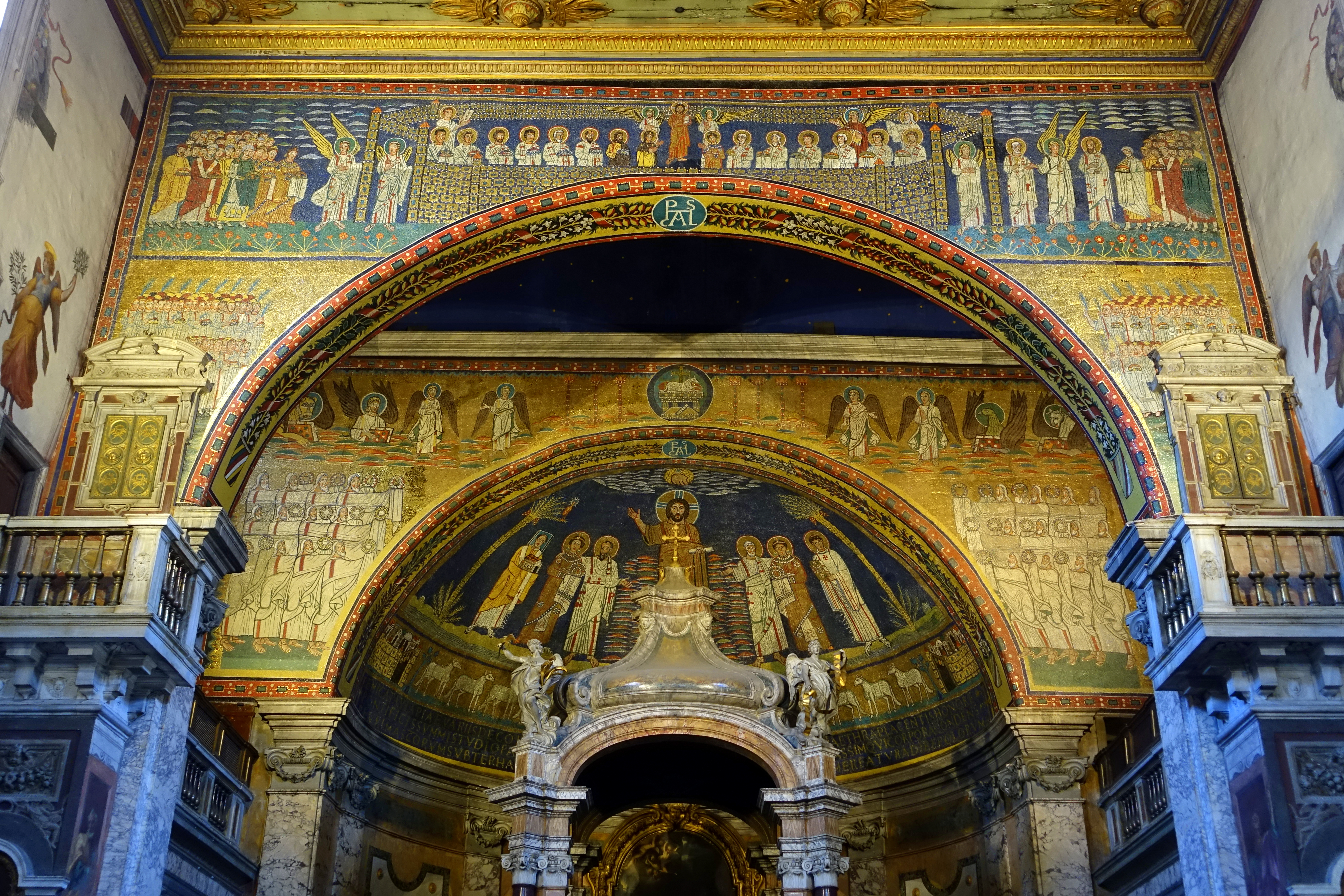
Mosaici dell'abside della Basilica di Santa Prassede.

- Basilica di Santa Maria Maggiore: anche nota come basilica Liberiana, è una delle quattro basiliche papali di Roma, che sorge sul culmine del Cispio, tra il Rione Monti e l'Esquilino. È la sola basilica di Roma ad aver conservato la primitiva struttura paleocristiana, sia pure arricchita da successive aggiunte.
- Basilica di Santa Prassede: situato nei pressi della basilica di Santa Maria Maggiore, ha origini molto antiche, risalendo la sua costruzione all'VIII secolo.
- Basilica di San Pietro in Vincoli: luogo di culto cattolico del centro storico di Roma, situato nel rione Monti, sul colle Oppio;[22] è anche detta basilica Eudossiana dal nome della fondatrice, Licinia Eudossia, la stessa che chiamò a Roma i Vandali che la saccheggiarono nel 455 d.C., ed è nota soprattutto per ospitare la tomba di Giulio II con il celebre Mosè di Michelangelo Buonarroti.[23]
- Chiesa di Sant'Eusebio: luogo di culto cattolico monastico di Roma (Rione Esquilino), dedicata all'oscuro martire del IV secolo Eusebio di Roma[24]. La chiesa, una delle più importanti dell'Esquilino, attualmente in posizione seminascosta, è incastrato fra i palazzi del Piano regolatore del 1873 nell'angolo fra piazza Vittorio Emanuele II e via Napoleone III.
- Porta Alchemica:detta anche Porta Magica o Porta Ermetica o Porta dei Cieli[25], è un monumento edificato tra il 1655 e il 1681 da Massimiliano Savelli Palombara marchese di Pietraforte (1614-1685) nella sua residenza, villa Palombara sull'Esquilino, più o meno in corrispondenza dell'odierna piazza Vittorio Emanuele II, nei cui giardini oggi è stata collocata.
- Porta Esquilina: anche detta arco di Gallieno, è una porta monumentale nelle Mura serviane, che si trova nel Rione Esquilino.[26] Risale al periodo più antico della città di Roma.
- Stazione di Roma Termini è la principale stazione ferroviaria di Roma, la maggiore d'Italia (seguita da Milano Centrale e Torino Porta Nuova) e la quinta in Europa per traffico passeggeri[27]. È l'unico scalo nel centro storico della città, in piazza dei Cinquecento, e deve il suo nome alle vicine terme di Diocleziano[28].